# Étienne Maurice Gérard

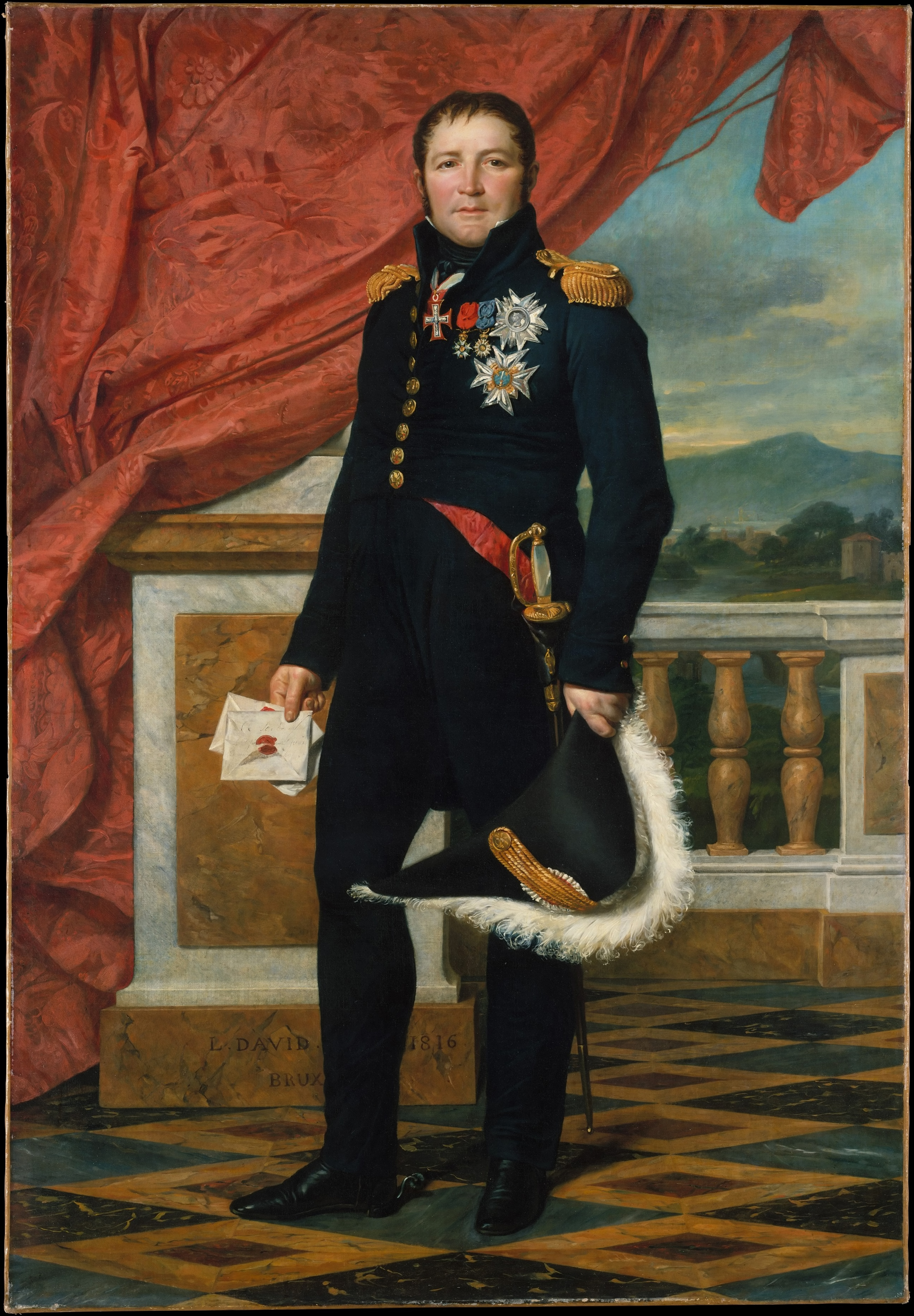
Gérard geschilderd door David in 1816, tijdens zijn periode in Brussel

Étienne Maurice Gérard (Damvillers, 4 april 1773 - Parijs, 17 april 1852) was een Frans generaal tijdens de napoleontische oorlogen. Hij werd in 1813 verheven tot graaf en in 1830 benoemd tot maarschalk van Frankrijk. In 1834 diende hij korte tijd als premier van Frankrijk.
Gérard viel driemaal met het Franse Armée du Nord België binnen, de eerste keer met het leger van de teruggekeerde Napoleon in 1815, de tweede keer in 1831 om de veldtocht van koning Willem I te stoppen en de derde keer in 1832 om diens leger uit de Citadel van Antwerpen te verdrijven.

## Franse Revolutie en napoleontische tijd
In 1791, twee jaar na het uitbreken van de Franse Revolutie, voegde de 18-jarige Gérard zich bij een vrijwilligerseenheid in het departement Meuse en diende in 1792-1793 onder de generaals Dumouriez en Jourdan. In 1795 diende hij als adjudant van Bernadotte.
In 1800 werd hij gepromoveerd tot de rang van kolonel en in 1806, na goede verdiensten tijdens de Slag bij Austerlitz en de Slag bij Jena, tot brigadegeneraal. Voor zijn verdiensten tijdens de Slag bij Wagram werd hij in 1809 door keizer Napoleon verheven tot de adellijke stand als baron.
Gérard vocht in de Spaanse Onafhankelijkheidsoorlog in 1810-1811 en nam deel aan de Veldtocht van Napoleon naar Rusland in 1812. Als dank voor zijn moedige en kundige optreden tijdens de Slag bij Borodino werd hij gepromoveerd tot divisiegeneraal.
Hij had in 1813 het bevel over een Franse divisie in de Slag bij Lützen en de Slag bij Bautzen en commandeerde het 11e Corps tijdens de Slag bij Leipzig, waarbij hij zwaargewond raakte. Na de Slag bij Bautzen werd hij door Napoleon verheven tot comte de l'Empire (graaf).
In 1814, na de nederlaag van Napoleon en de Restauratie van de Bourbons, werd hij door koning Lodewijk XVIII benoemd als grootkruis in het Legioen van Eer. Maar Napoleon ontsnapte in 1815 uit Elba keerde terug naar Frankrijk. Gérard koos weer de kant van Napoleon, die hem benoemde tot pair van Frankrijk en hem aan het hoofd stelde van het 4e Corps van het Armée du Nord om op te rukken naar Brussel. Gérard speelde een belangrijke rol in de Slag bij Ligny op 16 juni 1815, op 60 km van Brussel, twee dagen vóór de voor Napoleon fatale Slag bij Waterloo, op 20 km van Brussel.

## Na Napoleon
Na Waterloo kon Gérard zich niettemin veilig terugtrekken in Brussel. Hij keerde pas in 1817 weer terug naar Frankrijk en vestigde zich in Villers-Saint-Paul. Gérard werd in 1822 verkozen als lid van de Chambre des députés (lagerhuis) en diende als parlementslid tot 1824, toen hij niet herkozen werd. In 1827 werd hij opnieuw gekozen en ook in 1830 werd hij herkozen.
Hij speelde een actieve rol in de Julirevolutie in 1830 en werd na de kroning van Lodewijk Filips I de Franse minister van Oorlog. Ook kreeg hij de eretitel maarschalk van Frankrijk. Wegens gezondheidsproblemen legde hij zijn ministerpost neer in oktober van dat jaar.
In 1831 kreeg hij het bevel over het Armée du Nord dat opnieuw België binnenviel nadat koning Willem I met de Tiendaagse Veldtocht probeerde een einde te maken aan de Belgische secessie. Zestien jaar na Waterloo, en opnieuw geconfronteerd met een Frans leger, deze keer zonder geallieerde steun, trok het Nederlandse leger zich terug. Het hield evenwel de Citadel van Antwerpen in handen (naast ook Maastricht en Luxemburg). In 1832 was het opnieuw Gérard die het commando voerde over de Franse troepen die Antwerpen belegerden en het garnizoen van generaal Chassé verdreven. Als dank werd hij door de nieuwe Belgische koning Leopold gedecoreerd met de Leopoldsorde. In 1833 werd de Antwerpse Sint-Jorisstraat, waar hij zijn hoofdkwartier had gevestigd, omgedoopt tot Gérardstraat. Sinds 1937 heet ze Maarschalk Gérardstraat.
Hij werd in 1834 nogmaals minister van Oorlog en diende van 18 juli tot 10 november als premier van Frankrijk. In 1836 werd hij benoemd tot grootkanselier van de Legioen van Eer en van 1838 tot 1842 was hij bevelhebber van de Nationale Garde in het departement Seine. Gérard werd in 1852 benoemd tot senator, maar stierf enkele maanden later. Hij werd begraven in een crypte bij de kerk van Nogent-sur-Oise.
Zijn naam staat gegraveerd op de Arc de Triomphe in Parijs. In zijn geboorteplaats Damvillers staat sinds 1858 een standbeeld van hem.